# Louis Tomlinson
Louis William Tomlinson (* 24. prosince 1991 Doncaster, Anglie), rodným jménem Louis Troy Austin, je anglický zpěvák, skladatel, od roku 2010 člen skupiny One Direction. V roce 2020 vydal svoji první sólovou desku s názvem Walls.

## Biografie
Pochází z Doncasteru v Jižním Yorkshiru v Anglii. Jeho matka Johannah Poulstonová (zemřela 7. prosince 2016) a otec Troy Austin se rozvedli, když byl ještě malý, a tak převzal příjmení po svém nevlastním otci Marku Tomlinsonovi. Má sedm mladších polorodých sourozenců: sestry Georgii, Charlotte (neboli Lottie), Félicité (Fizzy), dvojčata Daisy a Phoebe a dvojčata Ernesta a Doris. Studoval na škole Hall Cross School. Ve školní produkci muzikálu Pomáda získal roli Dannyho Zuka. Jako herec se po roce 2000 objevil v malých rolích v seriálech Fat Friends a Waterloo Road a ve filmu If I Had You.

## Kariéra
Na jaře roku 2010 se přihlásil do sedmé řady pěvecké televizní soutěže The X Factor. Na konkurzu zpíval písničku „Hey There Delilah“ od Plain White T's, ovšem neuspěl. Porotkyně Nicole Scherzinger navrhla, aby se čtyřmi dalšími účastníky pořadu vytvořil dohromady chlapeckou kapelu, která se kvalifikovala do kategorie skupin a pro kterou Harry Styles vymyslel jméno One Direction. Od té doby s ní vydal pět studiových alb, absolvoval několik turné a získal mnoho ocenění, včetně BRIT Awards a MTV Video Music Awards. Jejich první singl „What Makes You Beautiful“ se v hitparádě UK Singles Chart umístil na první příčce a od té doby se jej prodalo po celém světě více než 5 miliónů kopií, což ho řadí mezi nejprodávanější singly všech dob.
Roku 2013 se připojil k fotbalovému klubu Doncaster Rovers FC, za jehož rezervní tým nastoupil na postu obránce v charitativním zápase proti Rotherham United FC.
V srpnu 2015 oznámili One Direction přerušení činnosti kapely od roku 2016 do doby neurčité.
V roce 2015 Tomlinson založil svojí vlastní nahrávací společnost.
V prosinci roku 2016 vydal svůj debutový singl s názvem „Just Hold On“ ve spolupráci s americkým DJ Stevem Aokim. S písní společně vystoupili ve finále soutěže The X Factor a Tomlinson toto vystoupení věnoval své krátce zesnulé matce
V červenci 2017 vydal společnou píseň „Back To You“ se zpěvačkou Bebe Rexhou a později bylo oznámeno, že podepsal nahrávací smlouvu se společností Epic Records. V roce 2017 vydal také singly „Just Like You“ a „Miss You“.
O dva roky později, v roce 2019, vydal singl „Two Of Us“, který věnoval své zesnulé matce. V září 2019 vydal singl „Kill My Mind“, jenž byl v prosinci 2019 následován singlem „Don't Let It Break Your Heart“. Všechny tři písně pochází z Tomlinsonova debutového alba Walls, které bylo vydáno 31. ledna 2020.
V roce 2018 se stal členem poroty patnácté řady televizní soutěže The X Factor a byla mu přidělena kategorie mužů. Soutěž vyhrál jeho svěřenec Dalton Harris.
V říjnu roku 2019 ohlásil své první turné Louis Tomlinson World Tour. Turné začalo 9. března 2020 v Barceloně, ale po dvou koncertech muselo být přerušeno kvůli pandemii covidu-19.
Dne 12. prosince 2020 uspořádal online koncert Live from London, na který se prodalo přes 160 tisíc lístků. Stal se tak nejsledovanějším streamovaným vystoupením mužského sólového umělce v roce 2020. Většinu výtěžku z vystoupení daroval charitativním organizacím.
V roce 2022 vydal druhou sólovou desku s názvem Faith in the Future a vydal se na svoje druhé světové turné Faith in the Future World Tour.
V dalším roce vydal jeho dokumentární film All Of Those Voices, zaznamenávající jeho celý život od dob, kdy byl ve skupině One Direction, až do současnosti.
Momentálně[kdy?] pracuje na jeho třetím studiovém albu.[zdroj?]

## Business

### Nahrávací společnost
V roce 2015 Tomlinson založil svojí vlastní nahrávací společnost Triple Strings Ltd.

### Festival
Tomlinson oznámil svůj Away From Home festival už v roce 2020. Od roku 2021 se pravidelně koná po celém světě každé léto.

### Značka oblečení
28. srpna 2023 Tomlinson představil svoji vlastní značku oblečení s názvem 28, který byl inspirovaný jeho šťastným číslem a číslem jeho fotbalového dresu, či jeho tetováním.

## Osobní život
Od roku 2011 do roku 2015 chodil s Eleanor Cardel. S Brianou Jungwirth má syna Freddieho Reigna, který se narodil 21. ledna 2016. V roce 2018 se dal zpět dohromady s Eleanor a znovu se s ní rozešel roku 2023.

## Diskografie

### Studiová alba
- Walls (2020)
- Faith in the Future (2022)

### Živá alba
- LIVE (2024)

## Filmografie

### Filmy
| Rok  | Název                                          | Poznámka                    |
| ---- | ---------------------------------------------- | --------------------------- |
| 2013 | One Direction 3D: This Is Us                   | dokumentární koncertní film |
| 2014 | One Direction: Where We Are – The Concert Film | záznam koncertu             |
| 2023 | All of Those Voices                            | dokumentární film           |

### Televize
| Rok  | Název        | Role                   | Poznámka               |
| ---- | ------------ | ---------------------- | ---------------------- |
| 2006 | If I Had You | kluk, který najde tělo | televizní film         |
| 2012 | iCarly       | sám sebe               | díl: iGo One Direction |
| 2016 | Griffinovi   | sám sebe               | díl: Run, Chris, Run   |
| 2018 | The X-Factor | porotce                | 15. řada               |

## Turné
- Louis Tomlinson World Tour (2020 - 2022)
- Faith in the Future World Tour (2023 - 2024)

## Ocenění a nominace
| Rok  | Ocenění                    | Kategorie                                    | Výsledek |
| ---- | -------------------------- | -------------------------------------------- | -------- |
| 2017 | Radio Disney Music Awards  | Best Collaboration                           | Nominace |
| 2017 | Teen Choice Awards         | Choice Music: Collaboration – „Just Hold On“ | Výhra    |
| 2017 | Teen Choice Awards         | Choice Electronic/Dance Song                 | Nominace |
| 2017 | Teen Choice Awards         | Choice Male Hottie                           | Nominace |
| 2017 | BreakTudo Awards           | New Artist International                     | Výhra    |
| 2017 | MTV Europe Music Awards    | Best UK Act                                  | Výhra    |
| 2018 | IARA Awards                | Best Male Artist                             | Nominace |
| 2018 | iHeartRadio Music Awards   | Best Solo Breakout                           | Výhra    |
| 2018 | Teen Choice Awards         | Choice Male Artist                           | Výhra    |
| 2019 | National Television Awards | TV Judge                                     | Nominace |
| 2019 | Billboard Music Awards     | Top Social Artist                            | Nominace |
| 2019 | Teen Choice Awards         | Choice Single: Male Artist                   | Výhra    |
| 2019 | BreakTudo Awards           | International Fandom                         | Nominace |